# جون بلات
جون بلات (بالإنجليزية: John R. Platt)‏ (و. 1918 – 1992 م) هو فيزيائي من الولايات المتحدة الأمريكية . ولد في جاكسونفيل (فلوريدا).

## التعليم
تعلم في جامعة ميشيغان، وجامعة نورث وسترن

## مناصب وهيئات
أدار جامعة وين ستيت، وجامعة شيكاغو، وجامعة ميشيغان.